# Strykjärn

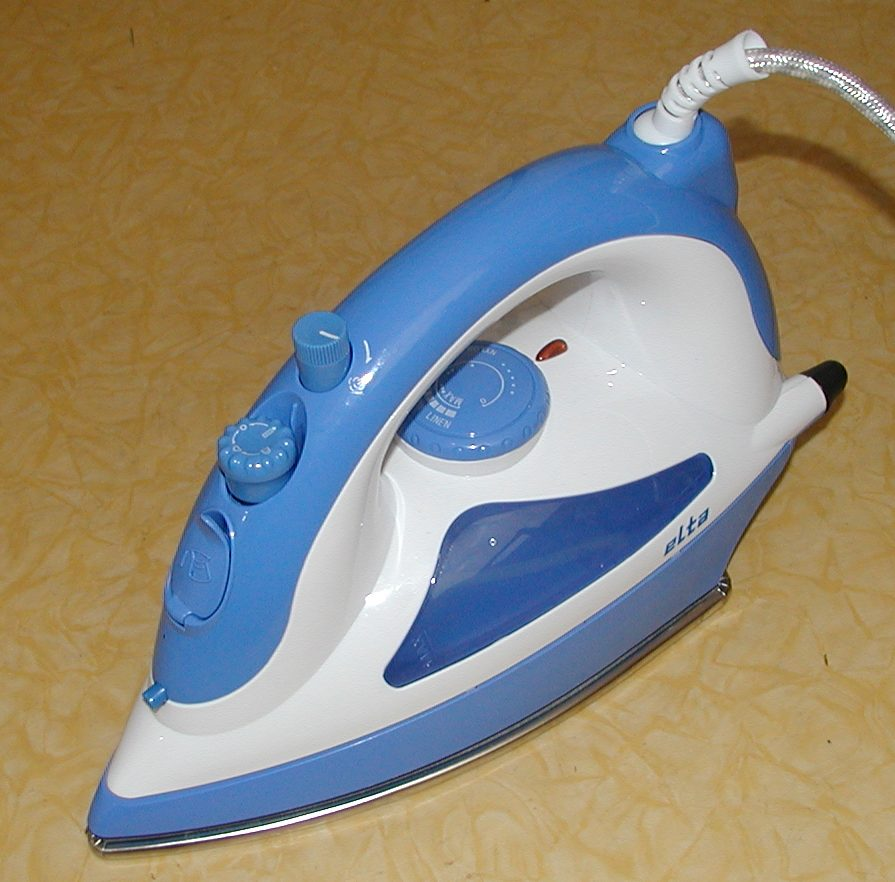
Ett strykjärn.

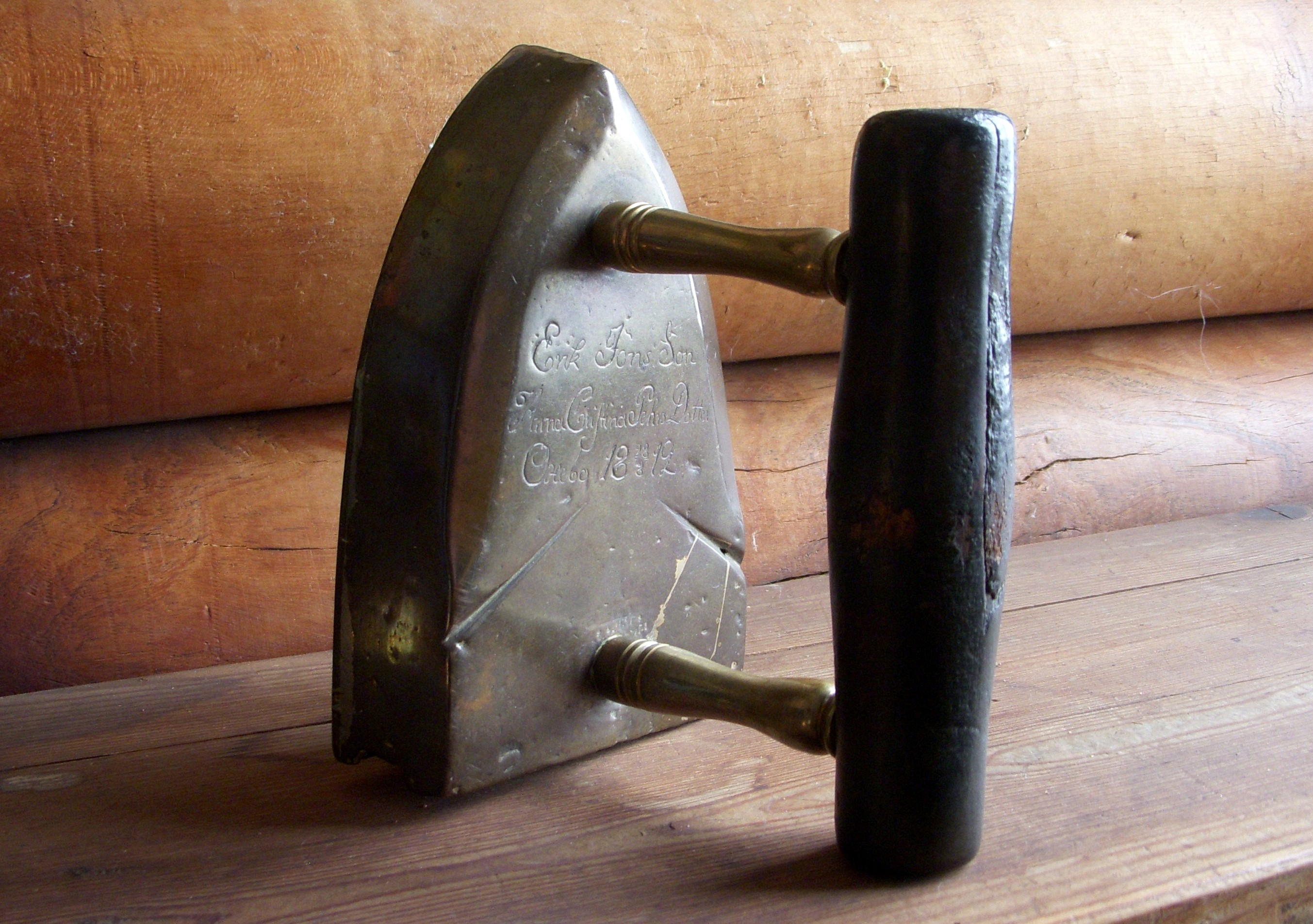
Strykjärn från 1812.

Strykjärn är ett verktyg, som används för att göra textilier släta genom strykning efter tvätt.
Den äldsta förekommande varianten är pressjärnet, en massiv sulformig järnklump med handtag som värmdes direkt i elden. Dessa brukades främst på avigan av kraftiga ylletyger för att pressa ut sömmarna, då de efterlämnade rejäla sotspår efter sig. Pressjärnet är känt sedan slutet av medeltiden.
Eugène Viollet-le-Duc hävdade att européerna skulle fått strykjärnet från Asien, där man under sasaniderna bar dräkter med pressade veck, och att modet introducerats i Frankrike vid slutet av 1000-talet. De äldsta strykjärn han kände till härrörde dock från 1700-talet och ett strykjärn från 1500-talet, som han avbildat, härrör i själva verket från 1700-talet. I stället har det troligen handlat om andra redskap för att pressa eller släta ut textilier som brukats, som glättestenar och mangelbräden, eller liknande den senare förekommande linnepressen.
Lodstrykjärnet introducerades i slutet av 1500-talet eller början av 1600-talet. Strykjärnen hade under 1600-talet en rundad framända, som omkring 1700 blir spetsig. De äldsta lodstrykjärnen tillverkades genomgående av mässing, men på 1800-talet började gjutjärn bli vanligt.
Därutöver brukades redan på 1600-talet koleldade strykjärn med en utstående sula och fot, oftast tillverkade i mässing, men efterhand allt oftare i gjutjärn. De äldre koleldade strykjärnen har en rad ventilationshål längs övre kanten, som på 1800-talets skräddarjärn ersattes av en skorsten.
Med järnspisens introduktion vid mitten av 1800-talet började man i stället tillverka massiva strykjärn.
En typ av strykjärn omtalas i Kina redan på 300-talet efter Kristus. Kinesernas strykjärn bestod av små kastruller av mässing eller koppar med glödande träkol som fördes fram över de plagg som skulle pressas.
Textilier stryks enklast när de är lite fuktiga, dock inte våta, och dänkflaskor gjordes av glasflaskor, vars lock försågs med hål. Nuförtiden är dänkflaskor gjorda av plast.
Nästa steg i utvecklingen var strykjärn som värmdes elektriskt, och i dagens läge förekommer endast ett fåtal strykjärn, det vill säga pressjärn, som inte är försedda med möjlighet att få ånga för de textilier som tål sådan hög temperatur.
Om mängden ånga och värmen i sig ändå inte ger ett skrynkelfritt resultat, kan tyget i stället  strykpressas, det vill säga ha en väl urvriden pressduk emellan, som stryks torr mot den textil som skall strykas.
Det elektriska strykjärnet uppfanns 1882 i USA, men spridningen dröjde till 1920-talet. År 1924 uppfanns termostatstrykjärnet och 1926 ångstrykjärnet.

## Bildgalleri

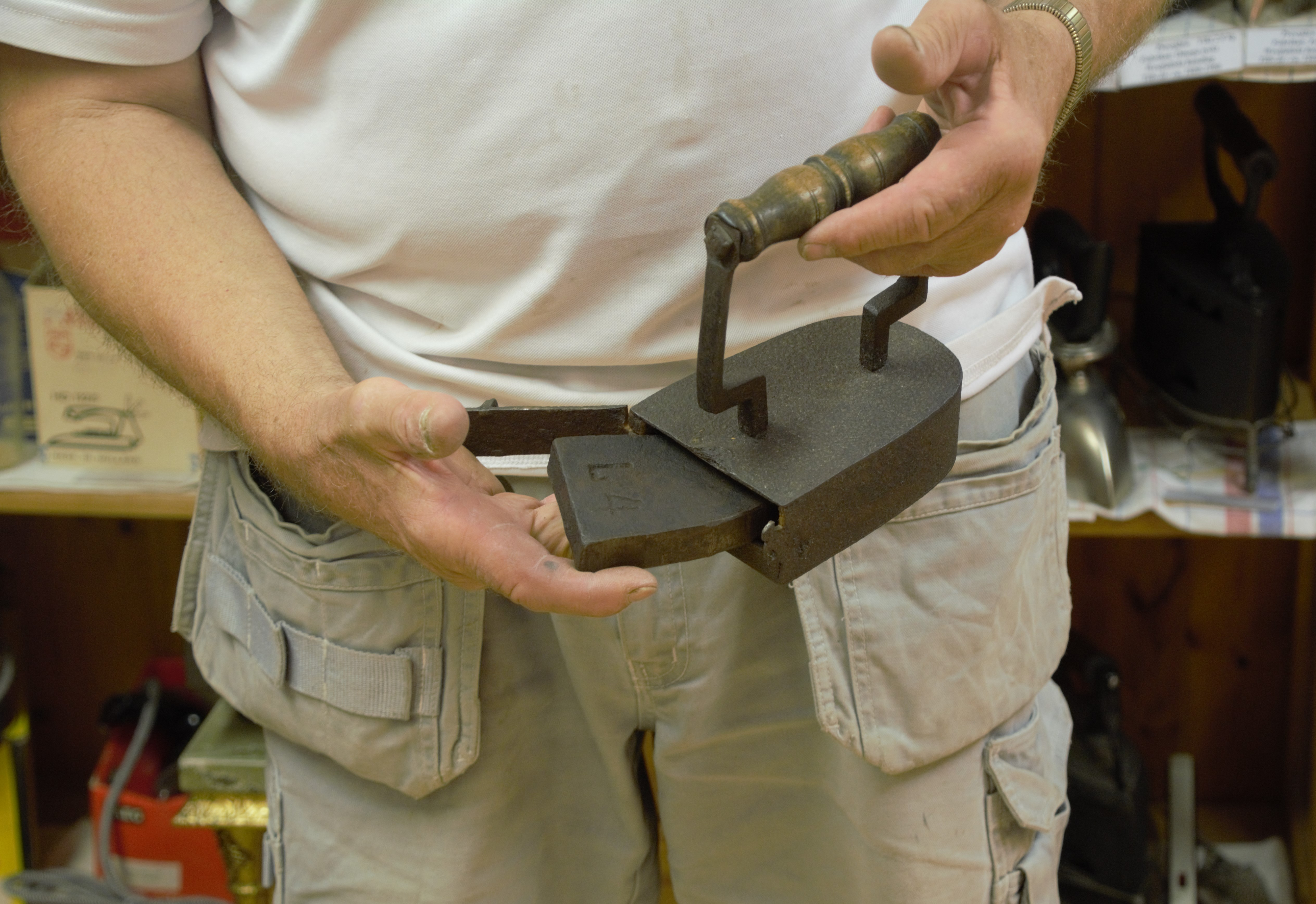
Strykjärn från 1600-talet på Strykjärnsmuseum i Malmköping, med hett lod som uppvärmningsmetod
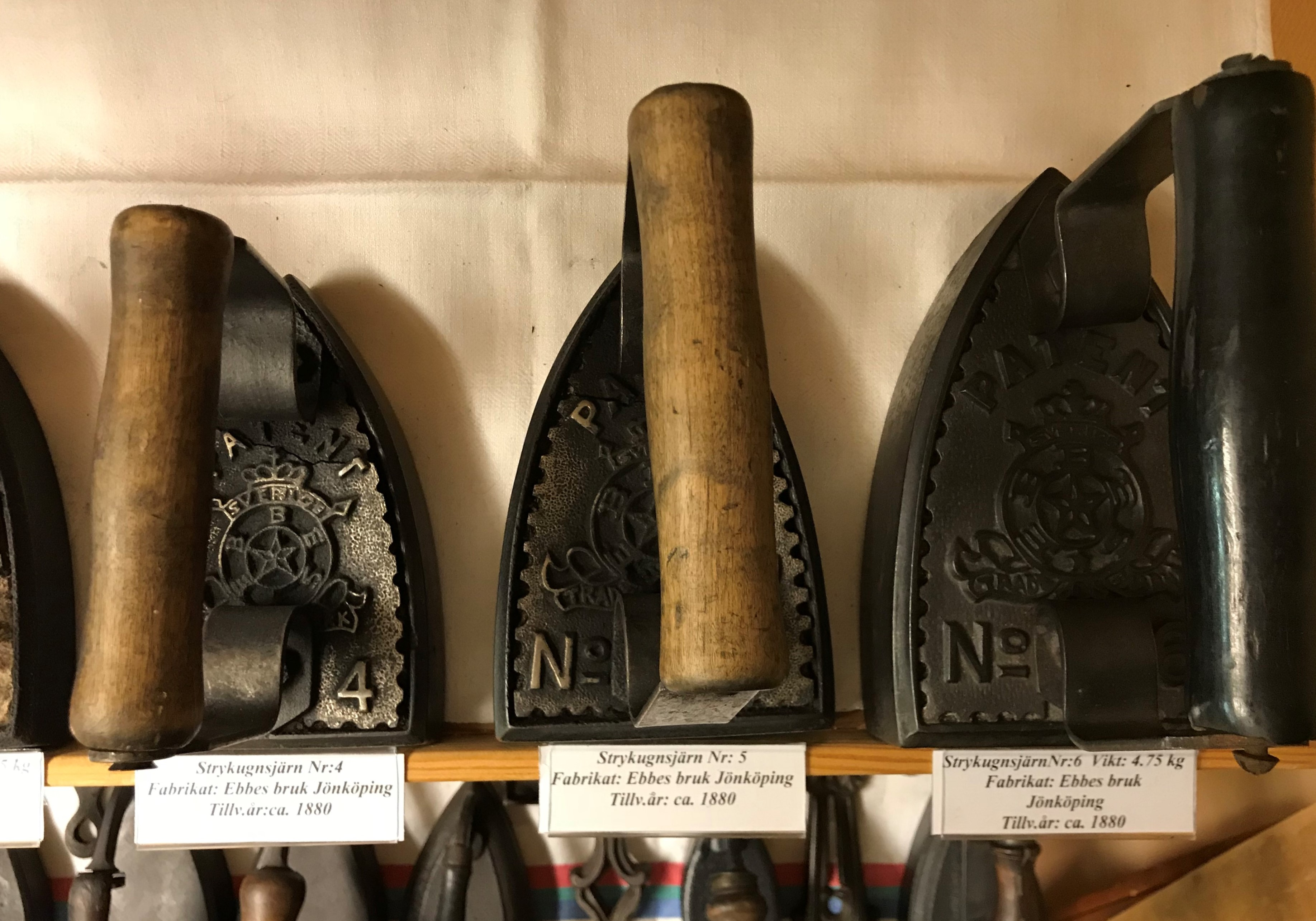
Strykugnsjärn från cirka 1880, tillverkade av Ebbes bruk
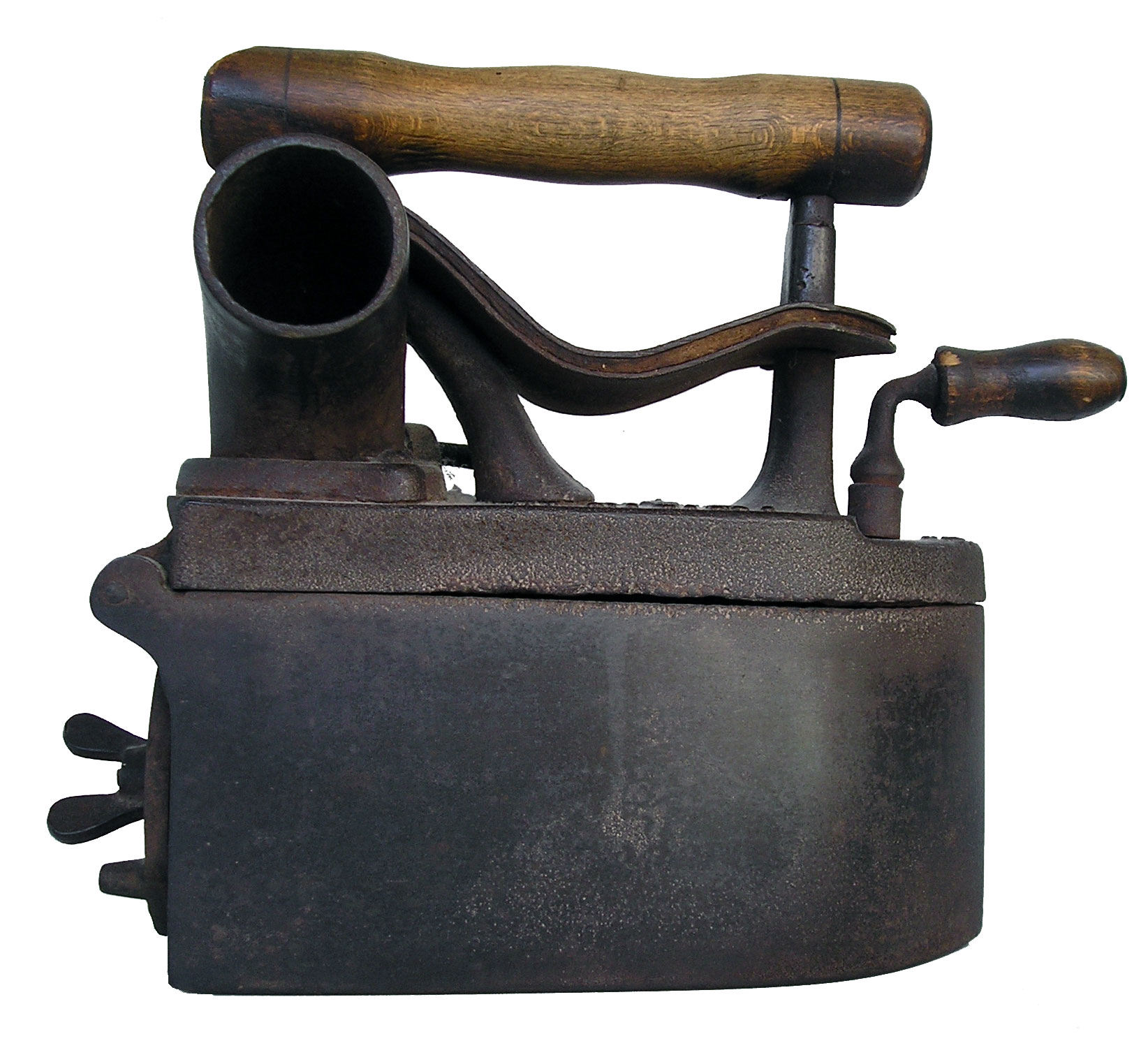
Koleldat strykjärn
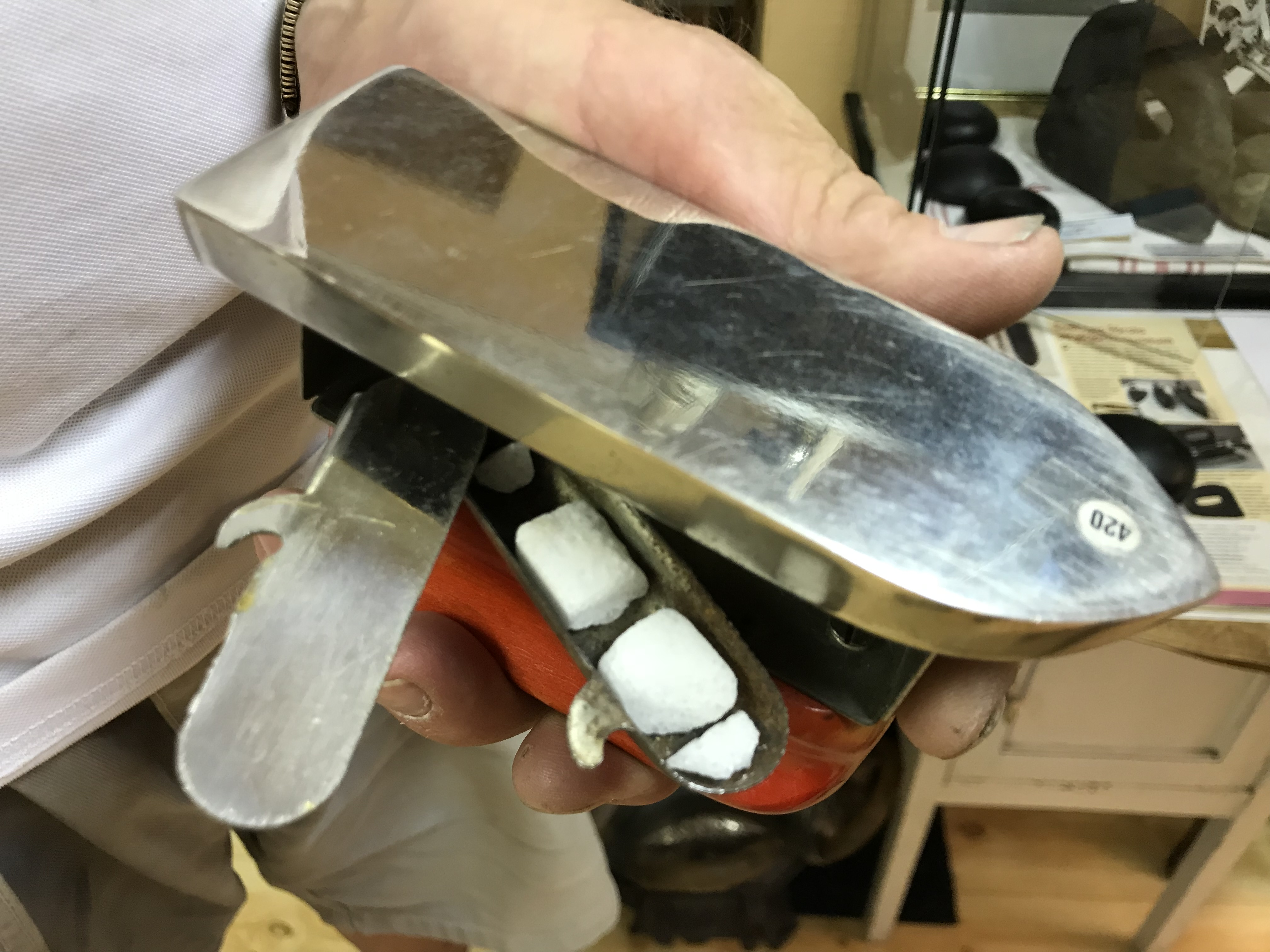
Resestrykjärn, upphettat av metatabletter
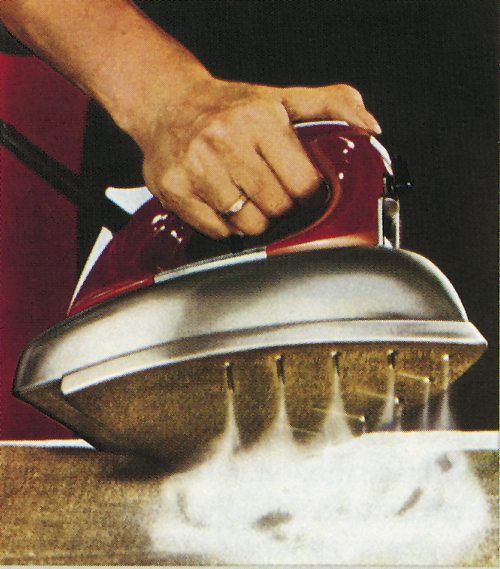
Ångstrykjärn
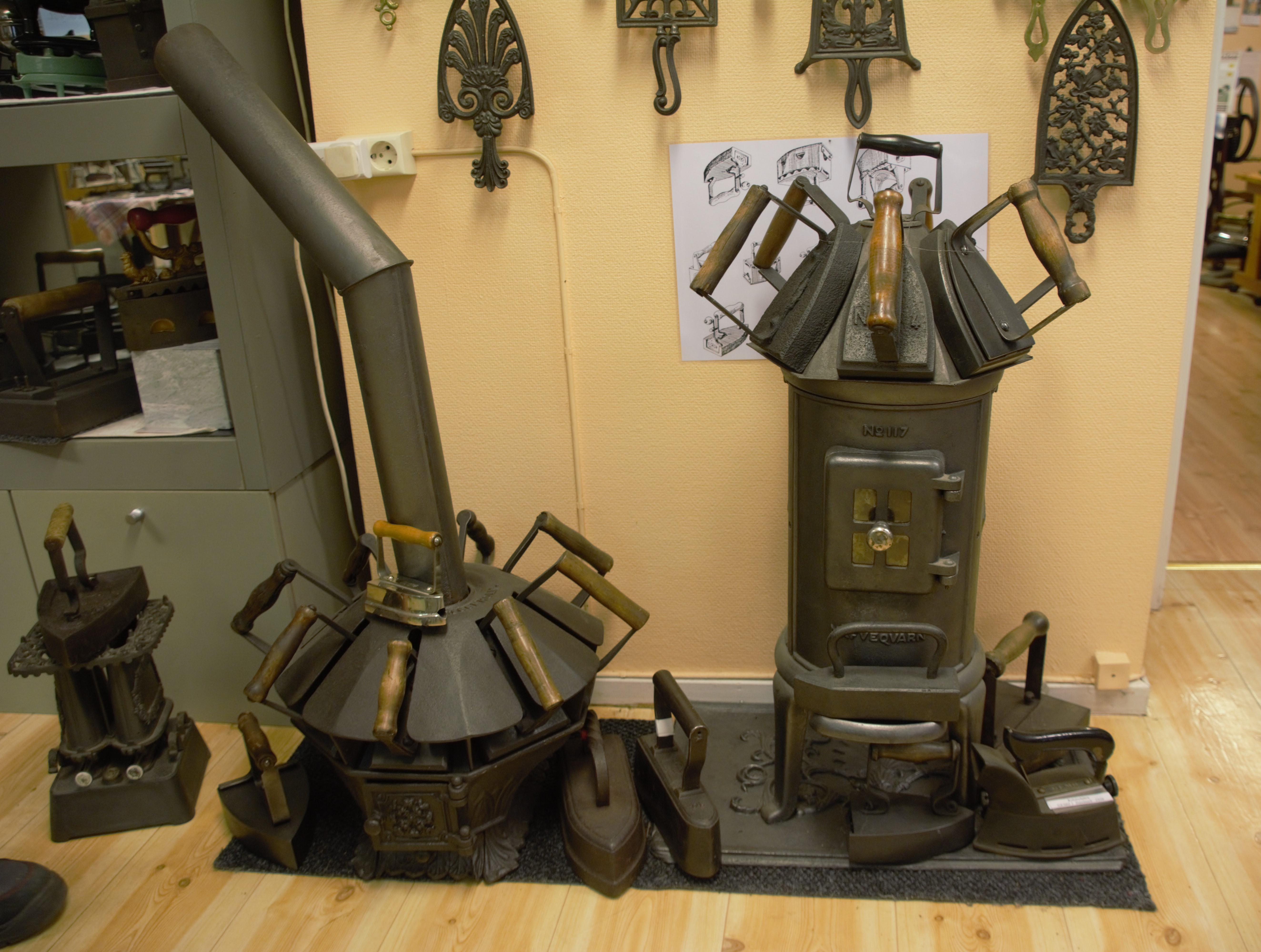
Strykjärnsugn